# Discografia dei Jamiroquai
La discografia dei Jamiroquai, gruppo musicale acid jazz/funk britannico attivo dagli anni novanta, è composto da otto album in studio e due raccolte, oltre a 38 singoli e un album video.

## Album

### Album in studio
- 1993 – Emergency on Planet Earth
- 1994 – The Return of the Space Cowboy
- 1996 – Travelling Without Moving
- 1999 – Synkronized
- 2001 – A Funk Odyssey
- 2005 – Dynamite
- 2010 – Rock Dust Light Star
- 2017 – Automaton

### Raccolte
- 2003 – LateNightTales: Jamiroquai
- 2006 – High Times: Singles 1992-2006

## Singoli
Come artista principale
- 1992 – When You Gonna Learn
- 1993 – Too Young to Die
- 1993 – Blow Your Mind
- 1993 – Emergency on Planet Earth
- 1994 – Space Cowboy
- 1994 – Half the Man
- 1995 – Stillness in Time
- 1995 – Light Years
- 1995 – The Kids
- 1996 – Virtual Insanity
- 1996 – Cosmic Girl
- 1997 – Alright
- 1997 – High Times
- 1998 – Deeper Underground
- 1999 – Canned Heat
- 1999 – Supersonic
- 1999 – King for a Day
- 2001 – I'm in the Mood for Love (feat. Jools Holland)
- 2001 – Little L
- 2001 – You Give Me Something
- 2001 – Love Foolosophy
- 2002 – Corner of the Earth
- 2002 – Main Vein
- 2005 – Feels Just Like It Should
- 2005 – Seven Days in Sunny June
- 2005 – (Don't) Give Hate a Chance
- 2006 – Runaway
- 2010 – White Knuckle Ride
- 2010 – Blue Skies
- 2011 – Lifeline
- 2011 – Smile
- 2017 – Automaton
- 2017 – Cloud 9
- 2017 – Superfresh
- 2017 – Summer Girl
- 2018 – Nights Out in the Jungle

Come artista ospite
- 1996 – Do You Know Where You're Coming From? (M-Beat feat. Jamiroquai)
- 2005 – Hollywood Swingin' (Kool & the Gang feat. Jamiroquai)

## Videografia

### Album video
- 2002 – Live in Verona